# Mauricio Saucedo
Mauricio Saucedo Guardia (Santa Cruz de la Sierra, Bolivia; 14 de agosto de 1985) es un futbolista boliviano. Juega como centrocampista y su actual equipo es el Real Santa Cruz de la Primera División de Bolivia.

## Trayectoria
Saucedo desarrolló sus habilidades en la Academia estudiantes del oriente. En 2003, a los 17 años, debutó en el fútbol profesional, en filas del Club Bolívar.
En el año 2004, firmó con La Paz Fútbol Club; sin embargo, sus apariciones fueron muy pocas.
Al año siguiente firmó para el Club San José, donde pronto salió del anonimato y en poco tiempo se convirtió en una de las jóvenes "promesas" del fútbol boliviano. También formó parte del equipo titular que consiguió el título en el Clausura 2007.
En 2009 firmó para el Universitario de Sucre, con el objetivo principal de reforzar al plantel con miras a la Copa Libertadores.
En el 2010 fue fichado por el club ucraniano, el Chornomorets de Odessa; volviendo en poco tiempo a la Liga Boliviana para enrolarse en filas del Oriente Petrolero, equipo con el cual salió campeón del fútbol boliviano.
El 7 de julio de 2011 Saucedo fue transferido al club portugués Vitória SC de la Primera División de Portugal con un contrato de dos años. No obstante, el club le rescindió el contrato debido a críticas que hizo públicas hacia el entrenador Manuel Machado.
En el 2012 recibió la oferta del Bragantino de la Serie B de Brasil y firmó con dicho club por una temporada.
En junio de 2012 vuelve a Bolivia para jugar en el club The Strongest para consagrarse campeón. En junio de 2013 se hace oficial su regreso al club en el cual sale campeón. 
```
Universitario de Sucre
.
```

5 títulos de liga en diferentes equipos. 
Bolívar
San José 
Oriente 
The strongest 
Universitario de sucre

## Selección nacional
Ha sido internacional con la Selección de fútbol de Bolivia en 11 ocasiones, sin anotar goles. Desde el 2008 al 2015 su última convocatoria

## Clubes
| Club                   | País     | Año           |
| ---------------------- | -------- | ------------- |
| Bolívar                | Bolivia  | 2003          |
| Iberoamericana         | Bolivia  | 2003          |
| La Paz F. C.           | Bolivia  | 2004          |
| San José               | Bolivia  | 2005 - 2008   |
| Universitario de Sucre | Bolivia  | 2009          |
| Chornomorets de Odessa | Ucrania  | 2010          |
| Oriente Petrolero      | Bolivia  | 2010 - 2011   |
| Vitória SC             | Portugal | 2011          |
| Bragantino             | Brasil   | 2011 - 2012   |
| The Strongest          | Bolivia  | 2012 - 2013   |
| Universitario de Sucre | Bolivia  | 2013 - 2015   |
| Oriente Petrolero      | Bolivia  | 2015 - 2016   |
| Jorge Wilstermann      | Bolivia  | 2016          |
| Blooming               | Bolivia  | 2017          |
| Sport Boys Warnes      | Bolivia  | 2018          |
| Real Santa Cruz        | Bolivia  | 2020-presente |

## Palmarés

### Títulos nacionales
| Título           | Club                   | País    | Edición       |
| ---------------- | ---------------------- | ------- | ------------- |
| Primera División | San José               | Bolivia | Clausura 2007 |
| Primera División | Oriente Petrolero      | Bolivia | Clausura 2010 |
| Primera División | The Strongest          | Bolivia | Apertura 2012 |
| Primera División | Universitario de Sucre | Bolivia | Apertura 2014 |